# Carried to Dust
Carried To Dust è il sesto album di studio dei Calexico pubblicato nel settembre del 2008. L'album raccoglie la partecipazione di artisti quali Iron & Wine, Doug McCombs dei Tortoise e Pieta Brown.

## Tracce
1. Victor Jara's Hands – 3:19
2. Two Silver Trees – 3:50
3. The News About William – 2:47
4. Sarabande In Pencil Form – 0:40
5. Writer's Minor Holiday – 3:09
6. Man Made Lake – 3:01
7. Inspiración – 3:35
8. House Of Valparaíso – 2:47
9. Slowness – 3:35
10. Bend To The Road – 3:17
11. El Gatillo (Trigger Revisited) – 3:08
12. Falling From Sleeves – 1:20
13. Red Blooms – 1:24
14. Contention City – 4:16